# 55576 Âmico
55576 Âmico é um corpo menor do sistema solar que é classificado como um centauro. Ele possui uma magnitude absoluta de 7,8 e tem um diâmetro estimado de cerca de 101 km.

## Descoberta e nomeação
55576 Âmico foi descoberto no dia 8 de abril de 2002 pelo programa Near Earth Asteroid Tracking (NEAT), trabalhando com o projeto Spacewatch, em Palomar. Ele recebeu seu nome em referência a Âmico, um centauro da mitologia grega.

## Órbita
A órbita de 55576 Âmico tem uma excentricidade de 0,395 e possui um semieixo maior de 25,097 UA. O seu periélio leva o mesmo a uma distância de 15,178 UA em relação ao Sol e seu afélio a 35,017 UA.